# تاريخ أدولف هتلر

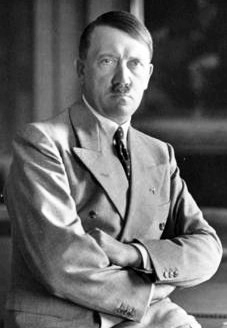
أدولف هتلر في عام 1933

التاريخ أدولف هتلر يتعامل مع الدراسات الأكاديمية لأدولف هتلر من الثلاثينات وحتى الوقت الحاضر. في عام 1998، قال محرر ألماني إن هناك 120.000 دراسة عن هتلر وألمانيا النازية. ومنذ ذلك الحين، ظهر عدد كبير آخر، مع قيام العديد منهم بصياغة التاريخ التاريخي فيما يتعلق بهتلر.

## السير الذاتية الرئيسية

### كيرشو
كتب المؤرخ البريطاني إيان كيرشو (من مواليد 1943) سيرة مؤلفة من مجلدين لهتلر بين عامي 1998-2000 ( هتلر 1889-1936: هوبريس وهتلر 1936-1945: العدو ). منهجه هو التأكيد على العوامل الهيكلية، ثم جلب شخصية هتلر من خلال القول بأن القيادة العليا والقيادة الوسطى وحتى الرتب الأدنى للحركة النازية كرسوا أنفسهم لتنفيذ نوايا الفوهرر، سواء وضعهم في أم لا. جاري الكتابة. أي أن كيرشو يصور قيادة هتلر على أنها شخصية جذابة، والتي تؤكد على تأثيرها العميق على الجمهور، وبالتالي فإن الجمهور - وبالتالي المجتمع الألماني ككل - كان يتصرف تحت قيادته الواسعة جدًا.

### تولاند
كتب المؤرخ الأمريكي جون تولاند (من مواليد 1912) سيرة هتلر (1976) التي اعتمدت على قدر كبير من البحوث الأصلية، مثل الوثائق غير المنشورة سابقا، واليوميات والملاحظات والصور الفوتوغرافية ومقابلات مع زملاء هتلر وشركائه.

### أولريش
كتب المؤرخ الألماني فولكر أولريخ (مواليد 1943) سيرة مؤلفة من مجلدين لهتلر، نُشرت الطبعة الأولى باللغة الألمانية في عام 2013 وترجمت إلى الإنجليزية في عام 2016 ( هتلر - سيرة ذاتية، المجلد 1: الصعود 1889-1939). يصور هتلر على أنه نرجسي كان مهرجًا ومخادعًا وصعد إلى السلطة مستخدماً دعاية بذيئة في وقت كانت فيه النخبة الألمانية غير قادرة على إدراك الخطر الذي يمثله.